# Luis de Rute Giner
Luis de Rute Giner (Málaga, 1844-Granada, 1889) fue un ingeniero, escritor y político español.

## Biografía
Nació en Málaga en 1844. Ingeniero y orador, llegó a obtener escaño de diputado a Cortes por el distrito de Vélez-Málaga en cuatro ocasiones (abril de 1872, 1876, 1881 y 1886) Vinculado al krausismo y primo de Francisco Giner de los Ríos, fue autor de diversas obras científicas y colaborador de publicaciones periódicas como la Revista de España y Revista de la Universidad. Fue también secretario de la redacción de la Revista de Obras Públicas, así como director del diario La Iberia durante la Primera República. Estuvo casado con María Leticia Bonaparte-Wyse, poeta y periodista francesa, directora de la Nouvelle revue internationale, para quien era el tercer matrimonio. Fue director general de Beneficencia y Sanidad entre 1881 y 1882.
Falleció en Granada a comienzos de abril de 1889.